# Zázrivá
Zázrivá és un poble i municipi d'Eslovàquia que es troba a la regió de Žilina, al centre-nord del país.

## Demografia
| Godina             | 1994 | 2004   | 2014   | 2024   |
| ------------------ | ---- | ------ | ------ | ------ |
| Nombre de persones | 2852 | 2830   | 2694   | 2459   |
| Diferència         |      | −0,77% | −4,80% | −8,72% |

| Godina             | 2023 | 2024   |
| ------------------ | ---- | ------ |
| Nombre de persones | 2488 | 2459   |
| Diferència         |      | −1,16% |